# Latresne
Latresne – miejscowość i gmina we Francji, w regionie Nowa Akwitania, w departamencie Żyronda.
Według danych na rok 1990 gminę zamieszkiwały 3142 osoby, a gęstość zaludnienia wynosiła 302 osób/km² (wśród 2290 gmin Akwitanii Latresne plasuje się na 131. miejscu pod względem liczby ludności, natomiast pod względem powierzchni na miejscu 1035.).